# Подосоје (Требиње)
Подосоје је насељено мјесто у граду Требиње, Република Српска, БиХ. Према попису становништва из 2013. у насељу је живјело 53 становника.

## Становништво
Према званичним пописима, Подосоје је имао сљедећи етнички састав становништва:
| Националност | 2013.       | 1991.       | 1981.       | 1971.       |
| Срби         | 53 (100,0%) | 53 (100,0%) | 52 (98,11%) | 72 (100,0%) |
| Муслимани    | 0           | 0           | 1 (1,887%)  | 0           |
| Укупно       | 53          | 53          | 53          | 72          |

| Демографија | Демографија | Демографија |
| Година      | Становника  | Становника  |
| ----------- | ----------- | ----------- |
| 1971.       | 72          |             |
| 1981.       | 53          |             |
| 1991.       | 53          |             |
| 2013.       | 53          |             |